# Dienstvak van de Lichamelijke Oefening en Sport
Het Dienstvak Lichamelijke Opvoeding en Sport is een dienstvak binnen de Koninklijke Landmacht dat bestaat uit specialisten op het vlak van sport en lichamelijke opvoeding.
Het personeel van dit dienstvak heeft vaak een specifieke sportopleiding afgerond zoals CIOS of ALO. Leden van het dienstvak organiseren sportactiviteiten, begeleiden trainingen en de jaarlijkse verplichte sporttesten voor alle landmachtmilitairen.